# Всесвітній день нирки
Всесвітній день нирки відзначають у світі щорічно кожен другий четвер березня. Цей день проводиться з 2006 року за Глобальною ініціативою World Kidney Day з метою привернути увагу до проблем пацієнтів із хронічними захворюваннями нирок та підвищення їх життя, а також необхідності покращення ранньої діагностики та профілактичної роботи з профілактики захворювань ниркових хвороб. Україна вперше приєдналась до відзначення Всесвітнього дня нирки в 2008 році.
2021 року Всесвітній день нирки припадає на 11 березня. Тема 2021 року - «Здоров'я нирок для всіх і всюди: гарне життя з захворюванням нирок».
Кампанія направлена на:
- підвищення обізнаності суспільства про ефективне лікування симптомів для поліпшення якості життя пацієнтів з патологією сечовидільної системи;
- розширення прав і можливостей таких людей, з кінцевою метою — заохочення пацієнтів з хворобами нирок до участі у громадському житті.

Хоча ефективні заходи щодо запобігання і прогресування нефрологічної патології вкрай важливі, пацієнти з захворюванням нирок, зокрема, ті, хто залежить від діалізу і трансплантації, їхні родини, також повинні відчувати підтримку, особливо протягом пандемій та інших складних часів.